# موتور جنگی مکسانی
موتور جنگی مکسانی یک منطقهٔ مسکونی در ایران است که در دهستان بزمان واقع شده‌است.